# Anja Freese
Pour les articles homonymes, voir Freese.
Anja Freese-Binder née le 22 janvier 1965 à Fribourg-en-Brisgau est une actrice allemande dont la carrière s'est déroulée entre 1989 et 2003.

## Biographie
Anja Freese est née à Freiburg, Allemagne. Deux ans plus tard, sa famille et elle ont déménagé vers le nord à Brême, près de Hambourg. Puis, en 1989, elle a commencé sa carrière, déjà au cours de ses études, elle obtient son premier rôle dans une série télévisée. Sa sœur aînée Eva Freese est également actrice. Anja est principalement connue pour son rôle du Dr. Gabriele Kollmann dans la série télévisée Medicopter de 1997 à 2000. Anja est une personne très sportive. Parmi ses hobbies, entre autres figurent l'équitation, le ski nautique, tennis, vélo, le judo et la voile. Elle est mariée depuis 2003, parle couramment anglais, français et espagnol en plus de l'allemand. Elle réside à Venice, en Californie depuis mars 2003. Depuis son départ pour Los Angeles (survenu en 2003), elle n'a plus joué dans aucun film ou série télévisée.

## Filmographie

### Téléfilms
- 1998 : L'équipe d'alpha :
- 2000 : Des pirates de l'air : Tamara Klansy
- 2002 : C.E.O. : Petra Hayse
- 2003 : Les amitiés :

### Séries télévisées
- 1995 - 1997  : Die wache  : Inspecteur Béatrice Koeppen (rôle principal - 46 épisodes)
- 1996 : Sylter des histoires : Jessica Schirrmacher (Épisode : Un jeu pour deux)
- 1996 : Bon matin Marlocca : Susann Fendt (Épisode : Femmes fortes)
- 1997 - 2000  : Medicopter : Docteur Gabriele Kollmann (rôle principal - 25 épisodes)
- 1999 : Dr. Stefan Frank - Episode: Le saut de la mort : Dr. Gabriele Kollmann (avec ses collègues de Medicopter, Ralf Staller (Wolfgang Krewe) et Biggi Schwerin (Sabine Petzl))
- 2000 : Balko : Elvira Tischmann (Saison 5, épisode 4 : Un métier dangereux)
- 2003 : En quête de preuves : Verena Kaltenbach (Saison 7, épisode 17 : Double protection)
- 2003 : Die Rosenheim-Cops : Heike Ruppert ( Épisode: Hauteur mortelle) (avec son collègue de Medicopter, Manfred Stücklschwaiger)